# Hadramaout
Pour les articles homonymes, voir Hadramaout (homonymie).
L'Hadramaout (ou Hadramaut, Hadhramaut, Hadramout, Hadramawt ou encore Ḥaḍramūt) actuellement[Quand ?] est la région orientale désertique du Yémen, dans le sud de la péninsule arabique, ouverte sur le golfe d'Aden, frontalière du Rub al-Khali (Quart Vide), et de la région du Dhofar (Oman).
Cette région est administrativement le gouvernorat de l'Hadramaout, entre ceux de Chabwa et de Mahra.

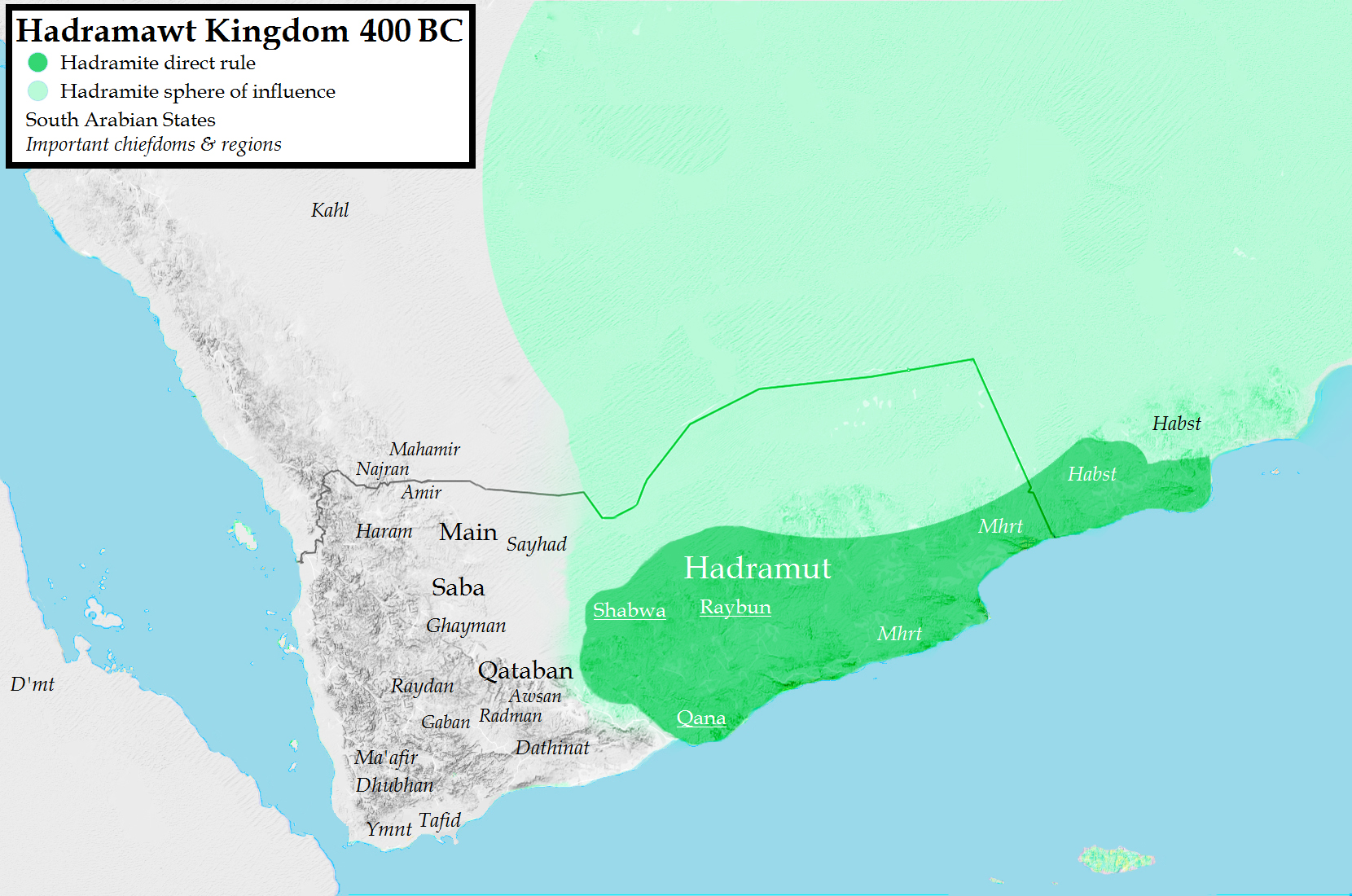
Royaume d'Hadramaout vers -400.

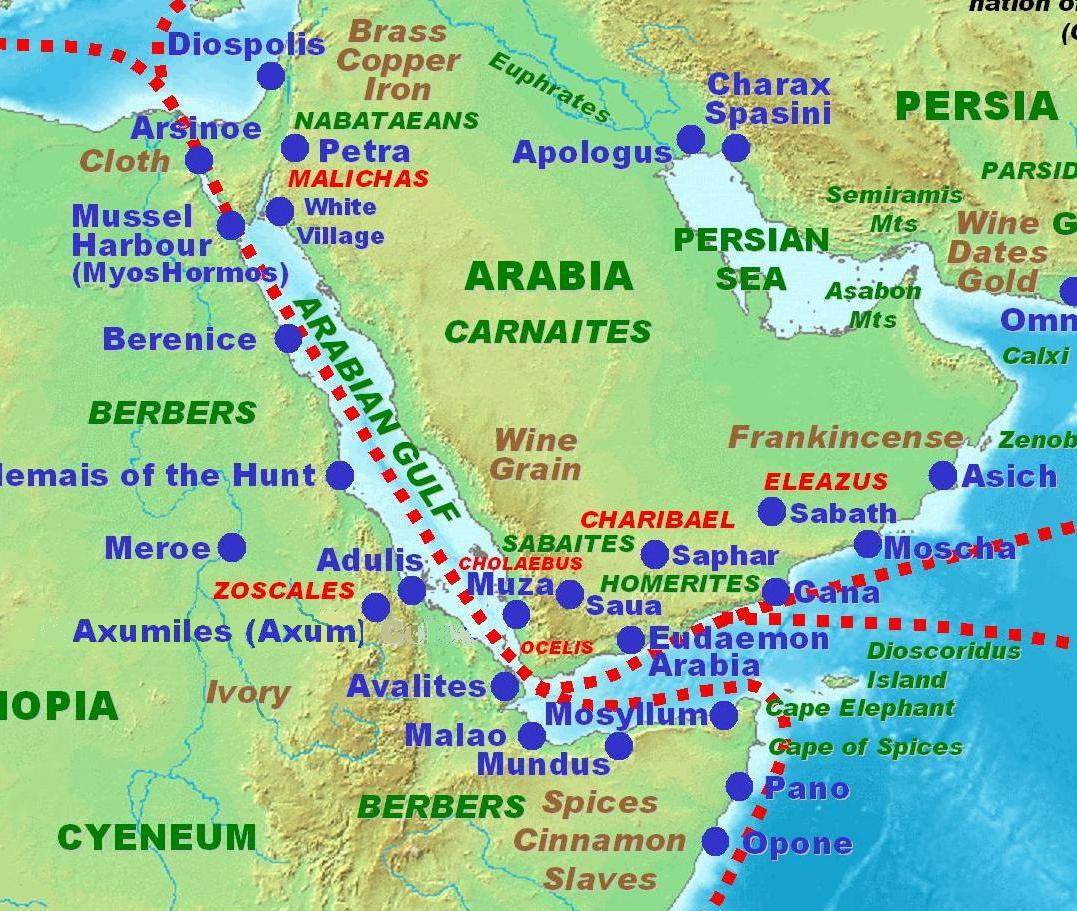
Principaux sites de la péninsule arabique vers +40 selon le Périple de la mer Érythrée.

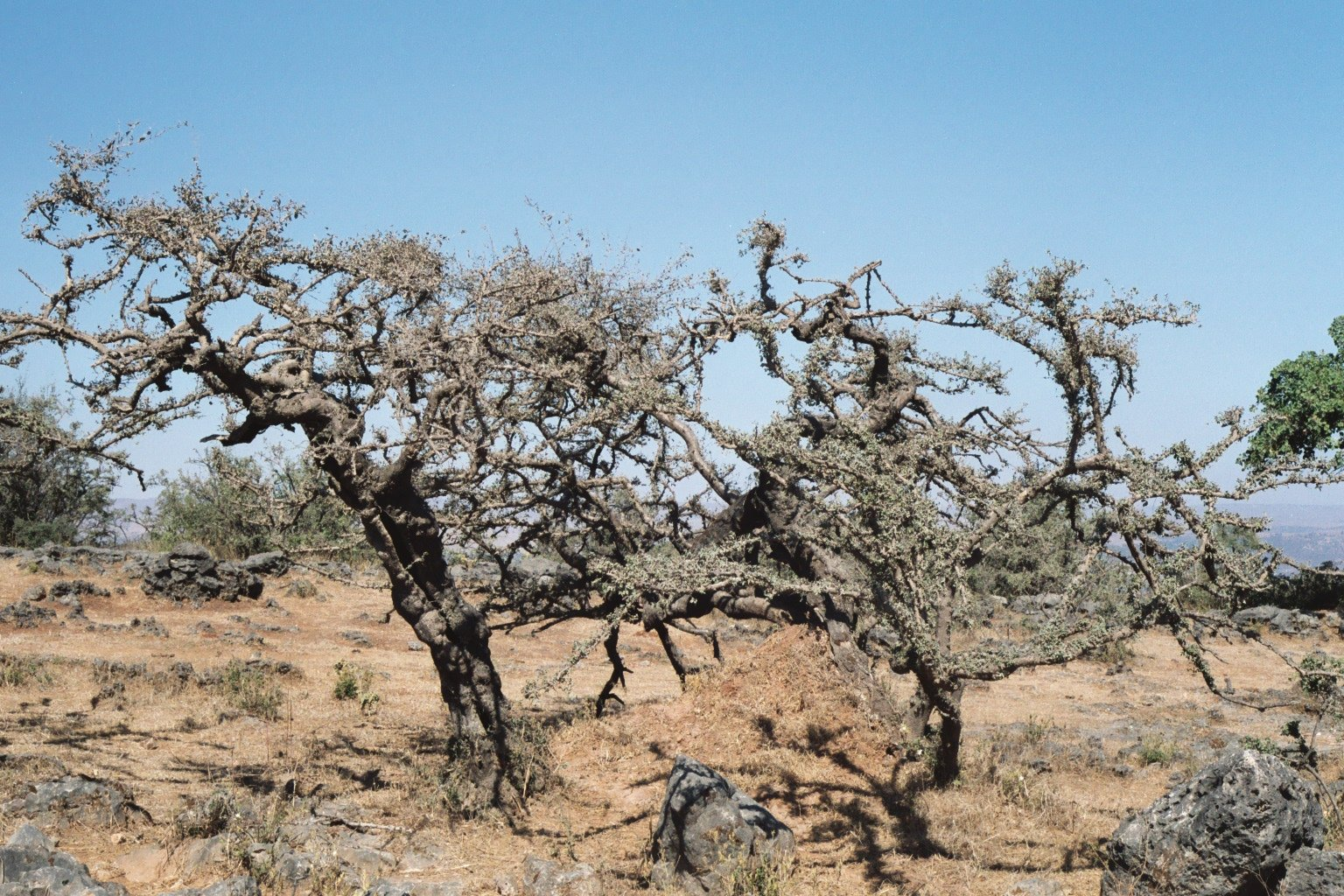
Arbres de l'encens (Dhofar Oman).

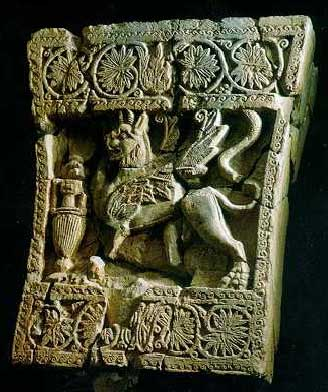
Griffon du palais royal de Chabwa, l'ancienne capitale du royaume de Hadramaout. Aden, musée national.

## Géographie
Au sud du Rub al-Khali, un large plateau escarpé, al-Jol, d'une altitude moyenne de 1 370 m, avec un réseau très clairsemé d'oueds profondément enfoncés, cours d'eau saisonniers, laisse une étroite bande côtière aride. Il est isolé du reste de la péninsule arabique par le désert de Roub‘ al-Khali. 
L'Hadramaout est constitué des anciens sultanats de l'Hadramaout, Qu'aiti et Kathiri, dépendant du protectorat d'Aden, puis du protectorat d'Arabie du Sud, jusqu'à leur dissolution dans la nouvelle République populaire du Yémen du Sud en 1967. Cette dernière est intégrée dans la République unitaire du Yémen en 1990.
Dans un sens plus large, l'Hadramaout comprend également le territoire de Mahra, à l'est, à la frontière avec l'État actuel d'Oman, et une partie du gouvernorat de Chabwa.

## Population
Les Hadhramis (en) vivent dans de petites villes, densément construites, près des stations d'arrosage traditionnel, le long des oueds.
La société est encore très tribale, avec la vieille aristocratie Sayyid, issue de la lignée du prophète Mahomet tel que la famille Al-Aajili, d'une éducation traditionnelle, d'une stricte observance islamique, et très respectée dans les affaires religieuses et laïques.
Tarim est une des villes historiquement et culturellement importantes, entre autres pour l'enseignement islamique. Elle abriterait la plus forte concentration de descendants du prophète Mahomet au monde.

## Vie économique
Le sud de la péninsule arabique est une véritable plaque tournante du commerce, sur la route de l'encens, entre Arabie, Afrique et Inde. De cela témoigne l'architecture des grandes demeures des oasis de la région. Chibam (classée au patrimoine mondial de l'UNESCO), Tarim, Say'un, sont encaissées dans le lit de l'oued éponyme (le wadî hadramawt, le plus long de la péninsule, avec de nombreux affluents) et héberge une agriculture oasienne originale qui s'abreuve de l'infiltration des eaux des inondations rares mais régulières de l'oued.
Les agriculteurs cultivent le blé, le millet, les palmiers, les cocotiers, et le café.
Sur le plateau, les Bédouins élèvent moutons et les chèvres
La capitale de la région et sa plus grande ville est aussi son port : Al Moukalla.

## Histoire ancienne
L'origine du nom est mal connue.
Selon une première théorie, le nom viendrait d'un surnom de Ben Amar Qahtan (عمرو بن قحطان), qui signifie "la mort est venue", à partir de / Hadara / (mot arabe pour «est venu») et / maut / («mort»), la raison étant que chaque fois qu'il est entré dans une bataille, il y avait toujours beaucoup de morts.
Selon une seconde hypothèse, après la destruction de Thamud, le prophète de l'Islam Saleh se serait déplacé, en personne, avec environ 4 000 de ses partisans, dans la zone connue comme Hadramaout («la mort à venir ") car il y serait décédé.

Drapeau de l'Hadramaout, avec trois forts représentant les principales villes Al Moukalla, Chibam et Ach Chihr.

Selon une troisième supposition, le nom serait lié à Hazarmaveth (en), dans le Livre de la Genèse.
Une dernière théorie veut que le nom dérive de la grec υδρευματα (hydreumata), et se rapporterait aux stations d'arrosage, souvent fortifiées. Un hydreuma, au singulier, est un trou d'eau, d'origine humaine, habité et fortifié, le long d'un itinéraire caravanier. Juris Zarins (en) prétend avoir redécouvert, sur l'ancienne route de l'encens, et d'autres échanges de capitaux, l'ancienne cité perdue d'Ubar à Oman. Ou de Chisour.
La civilisation hydraulique, pour reprendre l'expression proposée par Wittfogel dans sa théorie de l'empire hydraulique (en) développée dans son œuvre majeure du Despotime oriental (en), s'appuie sur le commerce des épices et d'autres substances, nécessaires aux marchés aussi bien de la Méditerranée que de la Mésopotamie et de Iran, depuis le deuxième millénaire. Cela nécessite une forteresse, et centre administratif, mis en place pour protéger l'approvisionnement en eau, contre les raids des tribus bédouines. Autour du site, à 10 km de distance, de petits villages, servent de lieu de campements pour les caravanes. Un parallèle intéressant est à faire avec les trous d'eau fortifiés du désert oriental d'Égypte romaine : hydreumata.
Des traces d'un développement urbain ancien ont été retrouvés dans le centre de Madhab, près de l'actuelle Ḥurayḍa. L'ancienne grande ville du royaume d'Hadramaout, Chabwa paraît particulièrement prometteuse en vestiges enfouis.
Le premier dirigeant régional porterait le nom de Your'ich Chamir, d'après deux marques épigraphiques "yhr'šisSMR".
Le royaume hadrami fait face à une longue série de guerres, en particulier avec le royaume sabéen, à l'ouest, et a pour seul choix de se consacrer à la pêche, à la navigation, au commerce de biens, dont les encens.
Les navigateurs hadramies savent utiliser habilement la mousson, mais préfèrent la seconde voie, terrestre, de façon plus décisive, comme les Sabéens, les Qatabanis, les Minéens et les Awsanis.
Le sentiment religieux, et principalement polythéiste, marque le tempérament hadrami. Les religions préarabes du sud de la péninsule arabique tourneraient autour d'un dieu « dionysiaque de la végétation », proche éventuellement de l'Héraclès grec (Giovanni Garbini). On suppute des formes de culte monothéistes, concernant une divinité nommée Rahman (litt. "le Miséricordieux»).

## Royaume d'Hadramaout
Les textes grecs, latins, sabéens et hadhramautiques conservent les noms d'un grand nombre de rois d'Hadramaout, mais il n'y a pas encore de chronologie définitive de leurs règnes. Leur capitale était Chabwa positionnée au nord-ouest du royaume, le long de la route de l'encens. Ératosthène l'a qualifié de métropole. C'était aussi un important centre de culte. Au début, la religion était le polythéisme d'Arabie du Sud, qui se distingue par le culte du dieu babylonien de la lune Sîn. Au sixième siècle, le culte monothéiste de Rahmanan (en) a été suivi dans le temple local.
L'histoire politique de Hadramaout n'est pas facile à reconstituer. De nombreuses guerres impliquant Hadramaout sont référencées dans les textes sabéens. D'après leurs propres inscriptions, les hadramies sont connus pour avoir fortifié Libna (Qalat moderne) contre Himyar et ainsi que Mwyt (Ḥiṣn al-Ghurāb moderne) contre le royaume d'Aksoum dans la période suivant la mort de Dhu Nuwas (525/527).
Le royaume a cessé d'exister à la fin du troisième siècle après J-C, après avoir été annexé par le royaume himyarite. Le titre de roi d'Hadramaout a continué à être utilisé dans la dénomination des rois de Saba (Mukarrib).
Les premiers auteurs islamiques pensaient que la tribu nomade Kinda qui avait fondé un royaume en Arabie centrale était originaire d'Hadramaout, bien que distincte de la population sédentarisée d'Hadrami.

## Histoire moderne

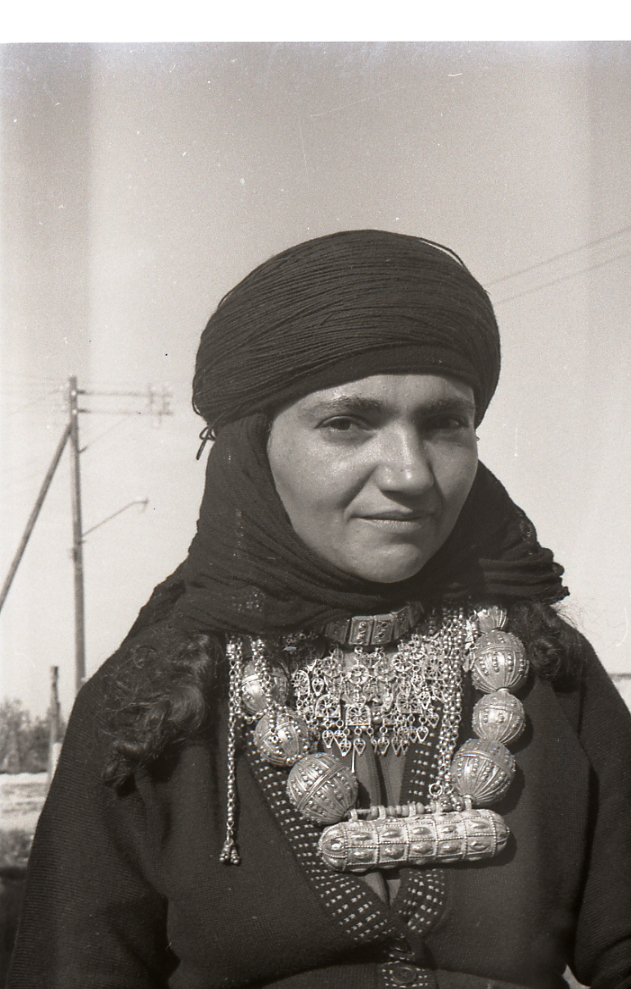
Juive de Hadhramaut (1964)

La dynastie des sultans Qu'aiti, qui a dirigé la majeure partie de l'Hadramaout, de 1882 à 1967, a été fondée par 'Umar bin 'Awadh bin al-Qu'aiti, d'une tribu Yafa'i du sud de l'Arabie saoudite, dont la richesse et l'influence vient de ses fonctions héréditaires de jemadar des forces armées du Nizam d'Hyderabad.
En 1937, le gouvernement britannique et le Sultan bin Ali Salah, chef traditionnel et cultivé, signent un traité en 1937, reconnaissant au gouvernement britannique le rôle de fournir des « conseillers » dans l'Hadramaout. Les Britanniques poussent à l'exil le sultan à Aden en 1945, mais le protectorat continue jusqu'en 1967.
En 1967, l'ancienne colonie britannique d'Aden et l'ex-protectorat d'Aden, y compris Hadramaout, deviennent un État indépendant, communiste, la République populaire du Yémen du Sud, renommée ensuite République démocratique populaire du Yémen.
En 1990, l'ensemble  est réuni au Yémen du Nord, pour former la République du Yémen.
Depuis, le gouvernement yéménite encourage les Yéménites du Nord à repeupler l'Hadramaout, pour améliorer et corriger sa démographie, en réduisant le nombre d'Hadhramis ethniques, pour ainsi diminuer le sentiment séparatiste. La population migrante nord-yéménite s'est principalement installée dans les villes d'Hadramaout, continuant à épuiser leurs ressources déjà limitées : Al Mukalla passe d'une population de 122 400 en 1994 à 174 700 en 2003, tandis que la ville portuaire de Ach Chihr est passé de 48 600 à 69 400 pour la même période.

## La diaspora
Depuis le début du  XIXe siècle, la migration hadhramautie à grande échelle a établi d'importantes minorités hadhramites tout autour de l'océan Indien, en Asie du Sud, Asie du Sud-Est et en Afrique orientale, dont Hyderabad, Bhatkal, Gangolli (en), Malabar, Sylhet, Java, Sumatra, Malacca et de Singapour. Des restaurants Hadramaout existent en Malaisie.
À Hyderabad, la communauté est connue sous le nom de Tchaouch (en) et réside principalement dans le quartier de Barkas (en).
Plusieurs ministres indonésiens, dont l'ancien ministre des Affaires étrangères Ali Alatas (en) et l'ancien ministre des Finances Mari'e Mahomet sont de descendance Hadhrami, comme l'ancien Premier ministre du Timor oriental, Marí Alkatiri.
Des Hadhramites se sont également installés en grand nombre le long de la côte est-africaine, et deux anciens ministres, au Kenya, Charif Nasser et Najib Balala (en), sont de descendance Hadhrami.
Parmi les autres personnes Hadhramites figurent les Ghassanides, la famille Ben Laden, et beaucoup d'autres familles.

## Curiosités
- Un tombeau réputé être celui du prophète Houd
- Le Puits de Barhout, une cavité naturelle de sinistre réputation.